# I Tarantolati (raccolta)
I Tarantolati è la prima raccolta di Antonio Infantino ed il Gruppo di Tricarico, pubblicata nel 1994.
Contiene brani tratti dai primi due album del progetto: I Tarantolati e La Morte Bianca - Tarantata dell'Italsider

## Tracce
1. La Gatta Mammona 3:42
2. L'Aliv 1:56
3. Tiritupt 1:58
4. Cubba Cubba 6:37
5. Al Mare 5:26
6. Pezzca Pezzca 2:13
7. L'Avola 7:04
8. Vuressia 3:48
9. La Morte Bianca (Tarantata dell'Italsider) 18:29